# Kingsley Amis
Kingsley Amis (n. 16 aprilie 1922 – d. 22 octombrie 1995) a fost un romancier, poet, critic literar și profesor englez, unul dintre cei mai mari romancieri din cea de-a doua jumătate a secolului al XX-lea.
Este tatăl romancierului Martin Amis.

## Opera
- 1954: Jim norocosul, traducere Mariana Chițoran, București, Univers, 1992;  ("Lucky Jim") - roman;
- 1955: Acel sentiment ciudat ("That Uncertain Feeling") - roman;
- 1956: O cutie cu mostre ("A Case of Samples") - poezie;
- 1960: O fată ca tine ("Take a Girl Like You") - roman;
- 1960: Noi hărți ale iadului ("New Maps of Hell") - critică literară
- 1965: Egiptologii ("The Egyptologists");
- 1969: Omul verde ("The Green Man")
- 1975: Crima secolului ("The Crime of the Century");
- Banii - roman
- Născuți morți - roman.